# Implantologie
 (mars 2015).
La forme ressemble trop à un extrait de cours et nécessite une réécriture afin de correspondre aux standards de Wikipédia.
L'implantologie est une branche de la chirurgie dentaire qui consiste à poser des implants. Les médecins spécialistes en chirurgie maxillo-faciale et stomatologie, ainsi que les chirurgiens-dentistes sont habilités à pratiquer cette chirurgie.
Des formations universitaires sont délivrées : chaque année, seul un petit nombre de praticiens sont diplômés.
Certains chirurgiens-dentistes en ont fait leur exercice exclusif.
Des sociétés savantes concourent à la formation de la grande majorité des praticiens en exercice dont le cursus universitaire n'incluait pas cette science.
Plusieurs millions d'implants ont déjà été posés dans le monde, depuis 25 ans. 

## Historique
Toutes les techniques de prothèses conventionnelles permettent de remplacer avec plus ou moins de bonheur la couronne des dents détruites ou absentes. Aucune de ces techniques ne permet de remplacer la racine dentaire absente ou ayant été extraite. L’idée du remplacement de ces racines absentes par les implants n’est pas un concept nouveau mais elle n'a été qu'anecdotique tout au long de l’histoire. L’os, l’ivoire, les coquilles de mollusques, les pierres précieuses, les métaux ont été employés. Des procédés empiriques et isolés ont fait leurs apparitions depuis le début du XXe siècle. Quelques-uns ont connu un certain développement sans obtenir l’approbation de l’ensemble de la collectivité professionnelle et scientifique. Ils étaient en effet liés à un nombre de complications graves et d’échecs très important.
Dans les années 1960-1970, des praticiens ont développé les implants lames, malgré un manque de données scientifiques et épidémiologiques.
Dans la démarche intellectuelle de ces praticiens, le but était de retrouver la structure des tissus parodontaux autour d'une racine artificielle. Il se satisfaisaient d'une interposition de fibre conjonctive entre l'os alvéolaire et l'implant, imitant un ligament alvéolaire. Ils parlaient de fibro-intégration. 
Cependant, l'image radiologique radio-claire entre l'implant et l'os n'était bien souvent que le premier signe de l'inflammation ou de l'infection qui détruit l'os alvéolaire et provoque la perte de l'implant.
Au cours de la même période, le professeur Per-Ingvar Brånemark concevait en Suède un implant en titane, en forme de vis, qu’il a appelé « fixture ». L’implant s’est révélé capable d’établir une relation étroite avec l’os, relation dénommée « ostéo-intégration » par l'auteur. Des travaux scientifiques ont soutenu le développement du système[réf. souhaitée]. À partir de 1982, la technique s’est répandue dans tous les pays industrialisés. D'autres équipes conduisent des travaux similaires, en particulier en Suisse l'équipe du Professeur André Schroeder.
Le système Cadimplant permet de coupler le scanner avec un logiciel de planification 3D et de poser des implants endo-osseux sans ouvrir la gencive. Cela permet de diminuer les suites opératoires de façon très significative, et permet de traiter des patients sous anticoagulants. La précison de positionnement des implants en fonction de la prothèse à réaliser est très nettement améliorée. 
Depuis, d'autres systèmes existent, comme le Nobel guide ou le simplant.

## Définition
Le terme « implant » est largement répandu en médecine, dans de nombreuses spécialités : valve coronaire, lentilles implantées en implantologie, prothèse de hanche. En réalité, il pourrait s'appliquer à d'autres techniques ou matériaux : une obturation coronaire est un type d'implant. Le terme d'« implantologie » en tant que technique de traitement n'est utilisé qu'en dentisterie. L'utilisation de métaux dans le tissu osseux est une routine en chirurgie orthopédique (broche, transfixation, vis d'ostéosynthèse, plaque métallique). Ces éléments pour la plupart ne sont pas en contact avec le milieu extérieur.
Les implants sont des dispositifs destinés à créer au maxillaire ou à la mandibule des ancrages stables, résistants, efficaces, non iatrogènes, durables, sur lesquels s'adapte une prothèse amovible ou fixée en vue de redonner au patient une fonction adéquate, un confort satisfaisant et une esthétique optimum.

## Différents types d'implants
Deux grandes catégories d'implants sont à différencier :
- les implants endo-osseux ;
- les implants juxta-osseux.

### Les implants juxta-osseux
Les implants juxta-osseux (sous-périostés) ont été introduits dans les années 1940. Ce sont des éléments métalliques enfouis sous la muqueuse et reposant au contact de l'os maxillaire ou mandibulaire. 
Ils sont confectionnés au laboratoire de prothèse à partir d'empreinte du maxillaire ou de la mandibule. Ils sont réalisés la plupart du temps à partir d'un alliage Chrome-cobalt-Molybdène. Ils sont parfois recouverts de carbone ou de céramique.
Le procédé comporte plusieurs étapes :
1. incision et décollement de la muqueuse ;
2. préparation de la surface de l'os ;
3. prise d'empreinte de la surface osseuse ;
4. fabrication d'une plaque métallique avec piliers d'ancrage ;
5. pose de la plaque au contact de l'os. Les piliers traversent la muqueuse orale ;
6. réalisation d'une prothèse provisoire puis d'une prothèse définitive fixe ou amovible.

Des indications ont été trouvées, soit dans des sites où l'os alvéolaire est peu volumineux, soit pour la réalisation rapide de reconstitution prothétique de grande envergure.
Malgré certaines évolutions, le procédé reste artisanal, sans bénéficier d'aucun contrôle industriel de la qualité des pièces métalliques implantées. Cette technique conduit à un nombre élevé de complications et d'échecs. Ceux-ci sont liés à l'absence de jonction histologique entre l'os alvéolaire et le métal, ainsi qu'à l'absence de joint étanche entre la muqueuse orale et les piliers qui la traversent. ou à des défaillances techniques : fracture, corrosion etc.
Ils se soldent par des épisodes infectieux quelquefois importants (fistule à la peau) et qui demandent la dépose de l'implant, avec souvent des séquelles osseuses conséquentes.
Il n'existe aucune étude prospective à moyen ou court terme concernant les résultats de pérennité des implants juxta-osseux.
Compte tenu de l'état actuel des connaissances, l'implant juxta-osseux doit être considéré comme un procédé obsolète.
Néanmoins, il existe toujours des inconditionnels et des défenseurs des  implants juxta-osseux. 

### Les implants endo-osseux
Il s'agit d'éléments artificiels inclus directement au cœur du tissu osseux, après préparation d'une cavité soit par fraisage soit par forage.
Ils sont actuellement les plus utilisés : de très nombreux systèmes sont proposés sur le marché. Ils se présentent principalement sous la forme de vis, de cylindres ou de lames.

#### Les implants lames
Ce sont des implants métalliques de formes très diverses en fonction du site auquel ils sont destinés. Leur insertion dans le tissu osseux nécessite la réalisation d’une tranchée osseuse.	
Ils ont été développés dès 1967 par Linkow. La forme de lame a été reprise en France par Cherchève. Initialement fabriqués en Vitallium, les implants de Linkow ont subi des améliorations : utilisation du titane, revêtement d'hydroxyapatite, moignon trans-gingival démontable permettant l'enfouissement des lames pendant une période de cicatrisation osseuse.
Ils ont été utilisés avec des résultats assez positifs jusqu'au début des années 1990. Ils ont ensuite été distancés grâce aux avancées techniques des implants en forme de racine.

#### Des implants  non vissés
- Implants-aiguilles de Scialom, 1962 ;
- Implants tridimensionnels T3D, (Dr Juillet) 1972 ;
- Diskimplant à insertion latéral (Scortecci) ;
- Implants en carbone vitrifié de Grenoble (États-Unis).
- Les implants endodontiques :
Les implants endodontiques représentent une catégorie particulière d'implants. Ils ne sont pas destinés à remplacer une dent absente mais à renforcer des dents dont le support parodontal est affaibli. Ils sont utilisés aussi dans les fractures radiculaires. Ils sont réalisés en titane, dans un alliage Chrome-cobalt-Molybden (Vitallium) ou en céramique.

Les étapes relatives à la mise en place sont les suivantes :
1. préparation du canal radiculaire et forage au-delà de la zone apicale ;
2. insertion de l'implant endodontique dans le canal de la dent et dans l'os sous-jacent situé au-delà de l'apex de la racine.

Compte tenu des techniques actuelles de traitement des parodontites, les implants endodontiques doivent être considérés comme un procédé obsolète.

#### Les implants en forme de vis, racines ou cylindre
Les implants endo-osseux  en forme de vis ou de cylindre connaissent, depuis les années 1970-1980, un grand développement. Actuellement, les implants vissés ou impactés sont préférés aux implants-lames car ils bénéficient d'une instrumentation complémentaire calibrée qui facilite la mise en place et permet une bonne adaptation dans l'os.
Ces implants sont stabilisés dans l'os soit par vissage, après forage et taraudage, soit par impactage. Dans ce cas, le forage est réalisé à un diamètre légèrement inférieur à celui de l'implant qui est forcé en position au maillet chirurgical. Qu'ils soient vissés ou impactés, ces implants existent en différentes largeurs et diamètres permettant de répondre à de nombreuses situations.
Branemark a développé un implant en titane, en forme de vis, possédant un hexagone dit externe à sa surface, qui permet de bloquer les éléments prothétiques. Ainsi tous les éléments prothétiques sont vissés dans l'implant en 1 ou plusieurs étages prothétiques. C'est cet implant qui a servi à l'ensemble des expérimentations qui ont montré l'efficacité des traitements implantaires. Il a servi de référence à l'implantologie pendant plus d'une dizaine d'années. 
À partir de l'implant décrit et utilisé par l'équipe de Branemark, d'autres fabricants ont développé des concepts parallèles qui ont copié le système NobelPharma, qui l'ont amélioré et adapté au fil des évolutions techniques.
Actuellement le catalogue des implants dénombre plusieurs dizaines de systèmes commercialisés. Les systèmes les plus courants et diffusés dans le monde entier sont :
- les implants Nobel Biocare ;
- les implants Steri-Oss ;
- les implants Astra ;
- les implants Straumann : développés par une équipe d'origine suisse autour du Professeur Schroeder, leur concept diffère légèrement du concept Branemark lors de l'insertion des implants, dans le sens où l'implant n'est pas enfoui sous la gencive. Ce concept a été copié par 3 I et maintenant par Nobel Biocare, qui commercialise des implants selon ce concept d'implants non enfouis.
- les implants IMZ, système d'origine allemande ;
- les implants Zimmer, vendus autrefois sous le nom Screw-Vent, qui reprennent le principe biologique des implants Branemark, mais qui ont développé un système prothétique totalement différent, utilisant un système d'hexagone interne à l'implant. Ce procédé s'avère pratique, mais fragilise l'implant et augmente les risques de fracture, avec les premières générations de ces implants qui étaient en titane pur, maintenant remplacé par des alliages de titane, plus résistants ;
- des implants français, tels que Biotech ou Global D sont aussi commercialisés dans le monde entier[réf. souhaitée].

## Place de l'implantologie
Des millions de patients à travers le monde ont été traités avec des implants ostéo-intégrés, avec une croissance de 10 % annuels. Plusieurs milliers de ces implants on fait l'objet d'études rigoureuses, parues dans des revues scientifiques internationales, en particulier le Clinical Oral Implants Research.
L'utilisation des implants est enseignée dans toutes les facultés de chirurgie dentaire du monde. L'intérêt clinique des implants est démontré scientifiquement.
En France, les premiers enseignements d'implantologie date de 1982. À Nancy, l'implantologie débute en 1988, au département de parodontologie. À la faculté, le premier cours de 2e cycle est donné en 1995[réf. souhaitée].

## Indications
Tous les domaines de la prothèse.

## Ostéo-intégration
Le développement de l'implantologie en tant que technique de traitement de l'édentement est lié au travail d'un chercheur suédois : le Professeur Per-Ingvar Brånemark  C'est un biologiste qui travaillait sur la revascularisation du tissu osseux. Il s'est aperçu que lorsqu'il plaçait des chambres en titane dans des os animaux pour examiner la reformation de l'os, ces pièces en titane se soudaient à l'os. Il conduit à partir de là une série d'expérimentations animales, met au moins un implant destiné à l'usage clinique humain, la vis MK4, et publie en 1977 une première étude bien documentée avec des résultats positifs à 10 ans[réf. souhaitée]. Il démontre qu'un implant en titane pur, implanté dans le tissu osseux, immobilisé sans contrainte s'entoure d'une couche d'os compact, sans interposition de tissu mou. Il va définir la notion d'ostéo-intégration, mot qu'il emploie dans son livre publié en 1977.
En 1981, il publie l'étude du suivi à 15 ans de ce groupe, qui va lancer l'intérêt pour les implants qui va alors submerger l'ensemble du monde industrialisé.  Il annonce des résultats positifs au-dessus de 95 % à la mandibule, au-dessus de 90 % au maxillaire, pour les implants comptabilisés après la période de mise en fonction. Il donne comme indications principales de sa technique l'édentation totale mandibulaire.

### Définition
L'ostéo-intégration : c'est la connexion directe anatomique et fonctionnelle entre un os vivant et sain et la surface d'un implant supportant une charge.
Il a décrit le contact direct entre les systèmes osseux haversien et la surface de l'implant. L'interface os-implant a été étudiée en microscopie optique (MO), en microscopie électronique (ME) et en microscopie électronique à balayage (MEB) sans que soit démontrée la moindre couche entre les deux éléments. On démontre une liaison parfaite entre les deux éléments[réf. nécessaire]. 
Au contact de l'air, l'implant en titane se recouvre d'une couche d'oxyde de titane : c'est la passivation. Cette couche d'oxyde permet le développement de l'ostéo-intégration.
Sur le plan de la cicatrisation, cette liaison s'établit comme une guérison d'un traumatisme osseux. En effet le forage est un traumatisme pour le tissu osseux qui réagit . Il se crée sur la périphérie de l'alvéole de forage une zone de nécrose osseuse listée d'environ 1 mm de largeur. Cette zone va évoluer selon le processus de cicatrisation du tissu osseux avec un remaniement qui commence par une phase d'ostéoclasie et d'élimination des cellules détruites. Ce remaniement débute une dizaine de jours après l'intervention. Il se forme une couche d'os immature, de type trabéculaire, peu résistant aux forces de mastication.
Il y a formation ensuite de vaisseaux sanguins autour de l'implant puis la phase d'ostéogénése débute en progressant d'environ 30 microns par jour. Ces phénomènes sont les mêmes que dans la cicatrisation osseuse sans implants, ce qui prouve la biocompatibilté du métal. 
Il y a ensuite un remaniement de cet os pendant plusieurs mois, avec remplacement par de l'os lamellaire.
L'implant se trouve placé dans un os vivant, la jonction os-implant s'étend en surface avec le temps. Il faudra plusieurs semaines pour que la moitié de l'implant soit couverte par l'ostéo-intégration, plusieurs mois pour qu'elle soit complète. Elle va se renforcer ensuite avec le temps. Il y a un remodelage continu de l'os au niveau de l'interface de l'implant et de l'os avoisinant, par succession de phase de résorption et d'apposition.
L'intégration osseuse est matérialisée cliniquement par la radiographie qui montre une absence de ligne radio-claire autour de l'implant, et par la clinique[pas clair] : à la percussion, l'implant doit donner un son clair et mat. Ceci montre qu'il y a transfert direct du choc au tissu osseux. Il ne doit y avoir aucune douleur, voir absence de sensation clinique.
Un implant ostéointégré est quasi indéposable. Il faut une force de 80 Newton·cm-2 pour casser l'ostéointégration, ce qui est supérieur à la résistance mécanique du titane. Pour déposer un implant, il faut forer autour.
Au niveau de la muqueuse buccale, la partie transgingivale va créer une liaison par attache directe type attache épithéliale, avec des hémidesmosomes au contact de la surface de titane. Voir cours sur les tissus mous.
Le professeur Branemark conduit une série de conférences dans le monde entier et présente sa technique comme la seule ayant fait ses preuves, comme un dogme dont on ne peut dériver sans être sanctionné par l'échec. Il oblige[réf. souhaitée] les praticiens à un stage clinique en Suède, à l'achat du matériel chez Nobel Pharma et enregistre tous les implants vendus.
Il énonce une technique rigoureuse indispensable pour obtenir l'ostéointégration.

### Impératifs pour obtenir l'ostéointégration
- Choix du matériau de l'implant.
Actuellement, les implants endo-osseux sont fabriqués à partir de deux grandes catégories de matériaux : les métaux et les céramiques. Les implants sont essentiellement proposés :

En titane commercialement pur (99,82 % Ti) ou alliage à base de titane (Ti Al6 V4 = 90 % Ti, 6 % Al, 4 % Vanadium). Ils sont parfois recouverts d'un spray de titane déposé au chalumeau à plasma. Ils peuvent aussi être revêtus d'hydroxyapatite ou d'alumine.
En céramique à base d'oxyde d'aluminium (Al2O3). Certaines céramiques contiennent d'autres oxydes métalliques, notamment l'oxyde de zirconium, destinés à améliorer les propriétés mécaniques. Les implants en céramique les plus connus sont : implants CBS, implants Cerasand, implants Frialit.
Certains implants sont recouverts d'une couche d'hydroxyapatite. L'hydroxyapatite permettrait une liaison plus rapide entre l'os et la surface de l'implant. Une liaison biochimique a été décrite. L'hydroxyapatite jouerait un rôle d'« ostéo-conduction ». Cependant, l'hydroxyapatite se résorbe et une libération d'hydroxyapatite se produit dans les tissus, ce qui aboutit à la perte de l'implant. De nombreux cas d'échecs d'implants HA sont rapportés[réf. souhaitée].
- L'état de surface des implants à surface rugueuse augmente le contact et favorise l'intégration également sa rapidité.
- L'absence de contamination de la surface implantaire
• La biocompatibilité du matériau utilisé pour fabriquer l'implant
- Choix de la forme
  - Les implants vissés : stabilité immédiate
  - Les implants impactés
- Chirurgie atraumatique : foret coupant
- Forage sans élévation de température : foret, usage unique, irrigation, vitesse lente
- Asepsie chirurgicale : matériel stérile implants gants blouse masque, trousse de chirurgie, trousse d'implants, locaux stériles, bloc ou chirurgie propre
- Mise en nourrice des implants
  - technique enfoui ou non enfoui
  - le 2e temps chirurgical, 2e intervention, compliquée, douloureuse, coûteuse.
- Avantage pour la gestion mucogingivale, la gestion de l'épaisseur de la gencive
  - durée de la mise en nourrice,
  - prothèse transitoire, implants transitoires
  - mise en charge immédiate, différé, traitement en un jour.
- Facteurs systémiques
  - Radiothérapie locale
  - la déminéralisation osseuse résultats moins bon dans l'os moins dense
  - le tabac
- Facteurs humains :
  - le patient : motivation aux soins.
  - le praticien : niveau de compétence de diagnostic, de technique en chirurgie et en prothèse, rigueur dans la sélection des cas.

L’ostéointégration constitue une formidable avancée technologique dans le traitement de l’édentation. Le succès est essentiellement lié à l’établissement d’un plan de traitement adapté à la situation du patient, à une grande rigueur d’exécution dans chaque étape de la thérapeutique et au suivi du patient à long terme.